# Gymnastique artistique masculine
Pour les articles homonymes, voir GAM.
Pour un article plus général, voir gymnastique artistique.
La gymnastique artistique masculine (GAM) est une discipline consistant à enchaîner des mouvements acrobatiques sur six agrès différents (on parle également d'appareil ou d'engin) : le sol, le cheval d'arçons, les anneaux, le saut de cheval, les barres parallèles et la barre fixe. L'ensemble des mouvements et des enchaînements possibles sur chaque agrès est régi par un code de pointage.

## Historique
La gymnastique artistique masculine trouve ses racines dans les concours athlétiques de l'Antiquité, remis au goût du jour par les humanistes de la Renaissance. Sous l'impulsion des Allemands, Danois et Suédois, principalement, la gymnastique artistique met en place ses agrès dès le XVIIIe siècle. Ces pratiques sont réservées aux hommes jusqu'à la fin du XIXe siècle. 
Les épreuves masculines comprenaient jusqu'en 1954 un ensemble combinant gymnastique et athlétisme, qui se détache de la gymnastique artistique pour former la gymnastique dite rythmique.

## Agrès
Le concours général ou concours complet regroupe l'ensemble des agrès. Le gymnaste terminant avec le plus de points à la fin sur l'ensemble est désigné champion.

### Sol

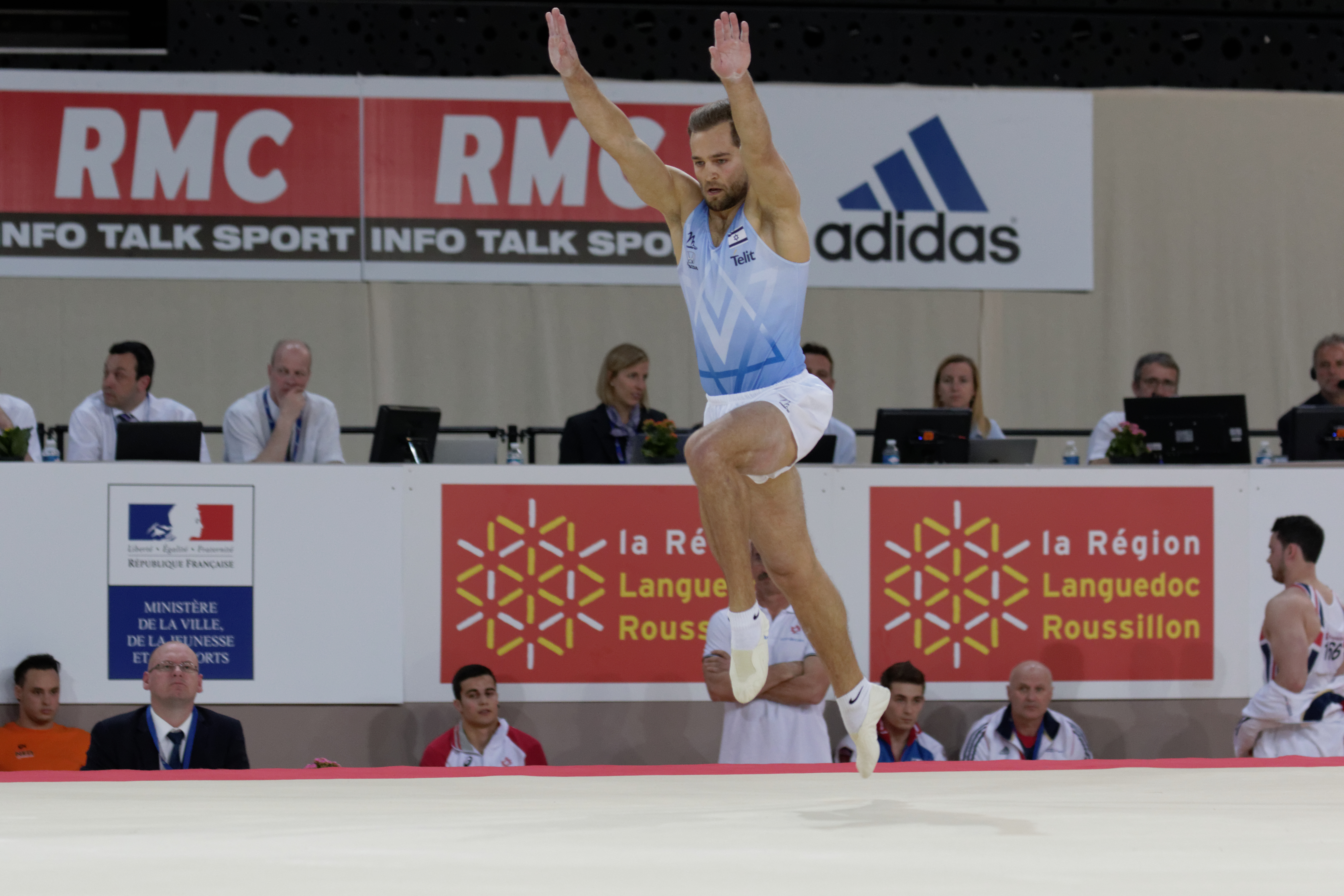
Alexander Shatilov s'élançant pour effectuer une rondade au début d'une diagonale aux Championnats d'Europe de gymnastique artistique 2015.

Il s'agit d'un carré de tapis dynamiques de 12 m sur 12 m, taille maximale pour exécuter les séries et 14 m sur 14 m, taille de la moquette appelée couramment praticable. Cet agrès nécessite une grande tonicité, notamment pour effectuer des séries acrobatiques dans les diagonales. Rondades, flips (avant, arrière), saltos (rotations arrière ou rotations avant) et autres vrilles sont effectués dans des combinaisons plus ou moins difficiles.
Lors des compétitions, certains mouvements sont obligatoires : des éléments non-acrobatiques répertoriés dans le code de la Fédération internationale de gymnastique (FIG) dans le groupe I (éléments de force, de maintien et de souplesse), des éléments avec parties acrobatiques en avant (groupe II) et des éléments avec parties acrobatiques en arrière (groupe III).
On distingue notamment cet exercice de celui des gymnastes féminines par le fait que les gymnastes masculins réalisent leurs enchaînements sans accompagnement musical ni chorégraphie et que sa durée ne doit pas excéder les 75 s contre 90 s chez les gymnastes féminines.

### Cheval d'arçons
Le cheval d'arçons est l'agrès d'équilibre par excellence. Il s'agit pour le gymnaste d'enchaîner des séries de ciseaux et de cercles en appui sur les mains, sans perdre l'équilibre ni chuter sur le cheval. Les balancers doivent arriver au niveau du menton. S'il n'est pas très périlleux, cet agrès est sûrement l'un des plus difficiles en raison du peu de latitude que le gymnaste a pour rattraper ses erreurs et il est considéré comme la bête noire des gymnastes. À l'origine le revêtement du cheval d'arçons était en cuir remplacé par une matière synthétique. Les arçons sont faits de bois vernis.
Dimensions :
- hauteur, 1,15 m dont 10 cm de tapis de réception ;
- longueur, 1,60 m ;
- profondeur, 35 cm ;
- hauteur des arçons, 12 cm ;
- distance entre les arçons, réglable de 40 cm à 45 cm.

### Anneaux
Les anneaux sont l'agrès nécessitant le plus de force. L'enchaînement consiste à alterner des éléments en force (souvent en début de mouvement : croix de fer, planches, hirondelles) avec des phases d'élan (soleils, lunes, sorties saltos). Le gymnaste doit s'efforcer de faire en sorte que les anneaux ne balancent pas pendant son mouvement, ce qui, compte tenu de leur liberté, nécessite une grande puissance. Les anneaux sont faits de bois vernis et peuvent nécessiter l'emploi de maniques.
Dimensions :
- hauteur, 2,90 m dont 30 cm de tapis de réception ;
- distance entre les anneaux, 50 cm ;
- diamètre des anneaux, 18 cm.

### Saut de cheval
Cet agrès consiste à sauter avec l'aide d'un tremplin par-dessus une table de saut en effectuant un mouvement acrobatique, après une course d'élan. Un des sauts les plus simples est le renversement avant (ou lune) en prenant appui avec les mains sur le cheval et en passant par l'appui renversé. Les gymnastes compliquent cette acrobatie à loisir en ajoutant des saltos, des vrilles (des tours sur soi-même) après la pose des mains ou une rondade avant l'arrivée sur le tremplin. Le tsukahara, par exemple, consiste à faire une rondade sur la plate-forme et à l'enchainer avec un salto arrière groupé, carpé ou tendu. Lors des compétitions internationales en équipe un seul saut est autorisé mais en individuelles les gymnastes ont le droit à deux sauts. Cet agrès est également utilisé par les gymnastes féminines.
Dimensions :
- hauteur, 1,35 m dont 20 cm de tapis de réception + 10 cm de tapis obligatoire amovible ;
- longueur, 1,20 m ;
- profondeur, 95 cm ;
- course d'élan, 25 m maximum.

### Barres parallèles
Aux barres parallèles, le gymnaste doit alterner phases d'élan ou de vol avec des phases d'arrêt et d'équilibre. Au programme : des équilibres en force, des équerres mais aussi des soleils, des bascules, des lâchers de barre ou encore des sorties salto. Les barres parallèles sont l'un des agrès comportant le plus d'éléments reconnus par la Fédération internationale de gymnastique. Les barres sont faites de bois vernis et offrent donc une certaine souplesse mécanique.
Dimensions :
- hauteur : 200 cm (dont 20 cm de tapis de réception) ;
- longueur : 350 cm ;
- distance entre les barres : de 42 à 52 cm (réglable).

### Barre fixe
La barre est constituée de métal. Elle est tenue entre deux poteaux rendus eux-mêmes fixes par l'emploi de câbles tendus. La barre offre cependant une certaine souplesse mécanique. Pour illustrer les nombreuses possibilités de l’engin, un exercice moderne à la barre fixe est une présentation dynamique enchainant des éléments d’élan, des rotations et des parties volantes sans arrêt, exécutés près et loin de la barre en prises diverses. La barre fixe peut nécessiter l'emploi de maniques.
Dimensions :
- hauteur, 2,80 m dont 20 cm de tapis de réception + 10 cm de tapis obligatoire amovible ;
- longueur, 2,40 m ;
- diamètre de la barre, 28 mm.

## Pointage
L'ensemble des mouvements et des enchaînements possibles sur chaque agrès est régi par un code de pointage.

## Gymnastes célèbres
- Vitaly Scherbo
- Aleksey Nemov
- Ihor Korobchynskyy
- Li Xiaopeng
- Youri Korolev
- Yang Wei
- Marian Drăgulescu
- Marius Urzică

## Tenue
La tenue réglementaire en gymnastique artistique masculine est : le sokol ou le short pour les exercices au sol et au saut de cheval, le sokol pour les exercices a la barre fixe, aux anneaux, au cheval d'arçons et aux barres parallèles ; le léotard pour tous agrès.